# وستا، استونی
وستا، استونی (به لاتین: Vasta, Estonia) یک روستا در استونی است که در دهستان ویرو-نیگولا واقع شده‌است.

## خصوصیات
وستا ۴۷ نفر جمعیت دارد.